# Калдарару (Арђеш)
Калдарару (рум. Căldăraru) насеље је у Румунији у округу Арђеш у општини Калдарару. Oпштина се налази на надморској висини од 175 m.

## Становништво
Према подацима из 2002. године у насељу је живело 2984 становника, од којих су сви румунске националности.

### Хронологија
| Година       | 1992 | 1993 | 1994 | 1995 | 1996 | 1997 | 1998 | 1999 | 2000 | 2001 | 2002 | 2003 | 2004 | 2005 | 2006 | 2007 | 2008 | 2009 | 2010 | 2011 | 2012 | 2013 | 2014 | 2015 | 2016 | 2017 |
| ------------ | ---- | ---- | ---- | ---- | ---- | ---- | ---- | ---- | ---- | ---- | ---- | ---- | ---- | ---- | ---- | ---- | ---- | ---- | ---- | ---- | ---- | ---- | ---- | ---- | ---- | ---- |
| Становништво | 3461 | 3358 | 3311 | 3234 | 3186 | 3118 | 3058 | 3004 | 2980 | 2946 | 2907 | 2869 | 2821 | 2782 | 2724 | 2711 | 2678 | 2652 | 2626 | 2579 | 2523 | 2478 | 2418 | 2385 | 2367 | 2329 |